# I See Seaweed
I See Seaweed — пятый студийный альбом австралийской рок-группы The Drones, выпущенный в марте 2013 года. В альбоме впервые записался Стив Хескет на клавишных (что сделало группу квинтетом) и в последний раз — барабанщик Майк Нога. Альбом был записан самой группой в «разобранном классе 1960-х», музыка на нём более динамичная, мрачная и «экспансивная» по сравнению с предыдущими альбомами, в то время как поэтичные тексты Лиддьярда были признаны более «универсальными» и юмористическими, раскрывая такие темы, как изменение климата, свобода воли, консервативная политика, социально-экономические проблемы, экзистенциализм и состояние человека в целом. Песня «How to See Through Fog» была выпущена единственным синглом альбома в начале 2013 года.
Альбом был выпущен независимо и совместно распространялся лейблом Waterfront Records. Он получил восторженные отзывы в австралийской прессе и был назван «знаменательным моментом в австралийской рок-музыке, […] за суровый, прекрасный и зачастую угрожающий способ, которым он преподносит и комментирует культурно специфичный момент». В итоге он возглавил более сотни годовых списков критиков The Music, среди прочих, а также стал их первым альбомом, вошедшим в топ-20 чарта ARIA Charts. Несмотря на скудный приём за пределами Австралии, альбом был весьма позитивным, и в последующие годы после выхода он продолжал получать высокие оценки от журналистов и критиков. Альбом был номинирован на ряд наград, а его песни исполняли такие исполнители, как Кирин Дж. Каллинан.

## Запись
I See Seaweed — первый альбом The Drones, где на клавишных играет Стив Хескет, который впоследствии стал постоянным участником группы и появился в следующем альбоме Feelin Kinda Free. Это также стало последним появлением Майка Ноги в альбоме Drones, который в дальнейшем сосредоточился на сольной карьере, а в следующем году его заменил оригинальный барабанщик Drones Крис Страйбош.
Альбом был записан в заброшенном, «разобранном» классе 1960-х годов, который Лиддьярд отремонтировал за «десять тысяч» долларов (впоследствии он был переоборудован в кухню). Он сказал: «Она большая, 11 на 9 метров, с деревянным полом, потолком высотой около 3,5 метра, и окнами по обеим сторонам — много стекла и блестящих поверхностей. Мы её отремонтировали […], купили кучу дешёвых и неказистых бархатных штор на eBay, повесили туда один-два персидских ковра, и в итоге звук стал очень хорошим. Это было большое открытое пространство, и мы все заходили туда с усилителями, а иногда устанавливали их снаружи под домом или в соседней спальне. Мы все сидели в комнате, расставив банки вокруг барабанов, и большая часть пения идёт вживую, то есть звук идёт в микрофоны барабанщиков и наоборот, в противном случае всё было изолировано». Эти сессии стали первым случаем, когда группа организовала собственные сессии «групповым усилием». Лиддьярд сравнил использование ими шума в альбоме со «звуком автомобильной аварии», сказав: «Вы подражаете. Пока создаваемый вами шум отражает то, что в данный момент является естественным шумом, я думаю, что это полноценный шум».

## Обложка альбома
На обложке альбома изображена фотография гавайского потока лавы, впадающего в воду. Фотограф Си Джей Кейл сделал снимок, пройдя сквозь «трубу» разбивающейся волны, находясь примерно в 6 метрах от точки, где лава впадала в воду.

## Релиз
Альбом был выпущен самостоятельно 1 марта 2013 года и распространялся совместно с лейблом Waterfront Records. Лиддьярд назвал признаки надвигающегося финансового краха ATP Recordings причиной решения группы выпустить альбом самостоятельно. «Официальный видеоклип» на заглавный трек, созданный совместно с австралийским режиссёром Эмиэлем Кортен-Уилсоном (Amiel Courtin-Wilson), был выпущен на официальном канале группы (ныне Tropical Fuck Storm Records) 4 сентября 2013 года.

## Отзывы
| Оценки критиков         | Оценки критиков |
| Источник                | Оценка          |
| ----------------------- | --------------- |
| The Big Issue           | [ 11 ]          |
| The Examiner            | [ 12 ]          |
| FasterLouder            | 9/10            |
| OndaRock                | 7.5/10          |
| Rolling Stone Australia | [ 15 ]          |
| Sputnikmusic            | 4.5/5           |
| Sydney Morning Herald   | [ 17 ]          |

Альбом получил положительные отзывы музыкальной критики и интернет-изданий, и особо был восторженно принят австралийской прессой. FasterLouder писал: «I See Seaweed часто воспринимается не как рок-альбом, а как безумный саундтрек к фильму». Эндрю Макмиллен написал в рецензии, что альбом «запечатлел в блестящей форме неповторимую группу, представив очередную поразительную коллекцию песен». В своей статье для Lot’s Wife Ник Рид похвалил лиризм альбома и назвал его «силой, с которой нужно считаться». «В то время как полемисты левых и правых продолжают время от времени вносить свой вклад в тлеющие войны за историю Австралии», — отмечает Патрик Эмери в своей статье для Sydney Morning Herald, «социологическое повествование The Drones» в I See Seaweed «остается лишённым идеологического претенциозного характера и богатым изображением врождённых недостатков человечества».
Альбом также получил весьма положительные отзывы от нескольких международных источников после выхода. Sputnikmusic написал, что альбом «демонстрирует The Drones на пике их творческого потенциала. Все восемь треков тщательно структурированы, создавая прекрасный фон для ослепительной поэзии Лиддьярда». The Quietus написали, что группа «никогда не звучала так хорошо». Хорхе Салас в испанском журнале Muzikalia назвал альбом лучшим альбомом The Drones за последние годы и назвал «Why Write a Letter You’ll Never Send» «самой красивой композицией» группы на сегодняшний день. Итальянский сайт OndaRock отметил последовательность группы с выходом альбома и похвалил её более текстурированную и динамичную музыку. В годовом обзоре Даррен Левин из The Guardian написал, что группа, наряду с «стабильными австралийскими рок-звездами», такими как Adalita и Nick Cave and the Bad Seeds, «выпустила отличные пластинки в 2013 году. (Конечно, так и было.)» Он продолжил: «В частности, The Drones постоянно находят новые способы быть Drones. Вновь обретенная любовь фронтмена Гарета Лиддьярда к русской классической музыке вывела драматизм альбома I See Seaweed на новый уровень, как и присоединение к их составу пианиста Стива Хескета». Американский музыкальный критик Энтони Фантано положительно отозвался об альбоме, заявив, что он содержит «некоторые из самых длинных и эмоциональных песен [The Drones] на сегодняшний день».

### Награды и номинации
В 2013 году альбом был номинирован на премию J Awards, которую присуждает национальная альтернативная радиостанция Triple J . I See Seaweed также был номинирован на премию ARIA Awards 2013 в категории «Рок-альбом года».

### Итоговые списки
Альбом получил признание от множества источников как в Австралии, так и за её пределами. Более 100 обозревателей сайта The Music поставили альбом на первое место в своих списках «20 лучших австралийских альбомов 2013 года».
| Публикация                | Страна         | Список                                                         | Ранг |
| ------------------------- | -------------- | -------------------------------------------------------------- | ---- |
| BuzzFeed                  | США            | The Very Best Australian Albums of 2013                        | -    |
| Drowned in Sound          | Великобритания | Lost Albums 2000—2015                                          | -    |
| FasterLouder              | Австралия      | Top 50 Albums of 2013                                          | 6    |
| Flavorwire                | США            | Flavorwire’s 25 Favorite Albums of 2013                        | 1    |
| The Guardian              | Великобритания | The 10 best Australian albums of 2013                          | 3    |
| The Music                 | Австралия      | 20 Best Australian Albums of 2013                              | 1    |
| Muzikalia                 | Испания        | Best International Albums of 2013                              | 24   |
| The Needle Drop           | США            | Top 50 Albums of 2013                                          | 42   |
| Sputnikmusic              | США            | Top 50 Albums of 2013                                          | 25   |
| The Sydney Morning Herald | Австралия      | Best music of the year: Daft Punk, Lorde and the class of 2013 | 2    |
| SYN Media                 | Австралия      | Year in Review: Top 10+2 Albums of 2013                        | 7    |

## Список композиций
Слова и музыка всех песен — Gareth Liddiard.
| №                   | Название                               | Длительность |
| ------------------- | -------------------------------------- | ------------ |
| 1.                  | «I See Seaweed»                        | 8:34         |
| 2.                  | «How to See Through Fog»               | 4:12         |
| 3.                  | «They'll Kill You»                     | 6:06         |
| 4.                  | «A Moat You Can Stand In»              | 4:23         |
| 5.                  | «Nine Eyes»                            | 7:12         |
| 6.                  | «The Grey Leader»                      | 6:15         |
| 7.                  | «Laika»                                | 6:20         |
| 8.                  | «Why Write a Letter You'll Never Send» | 9:17         |
| Общая длительность: | Общая длительность:                    | 52:21        |

## Чарты
| Чарт (2013)      | Высшая позиция |
| ---------------- | -------------- |
| Австралия (ARIA) | 18             |